# Football Manager (serie 1982)

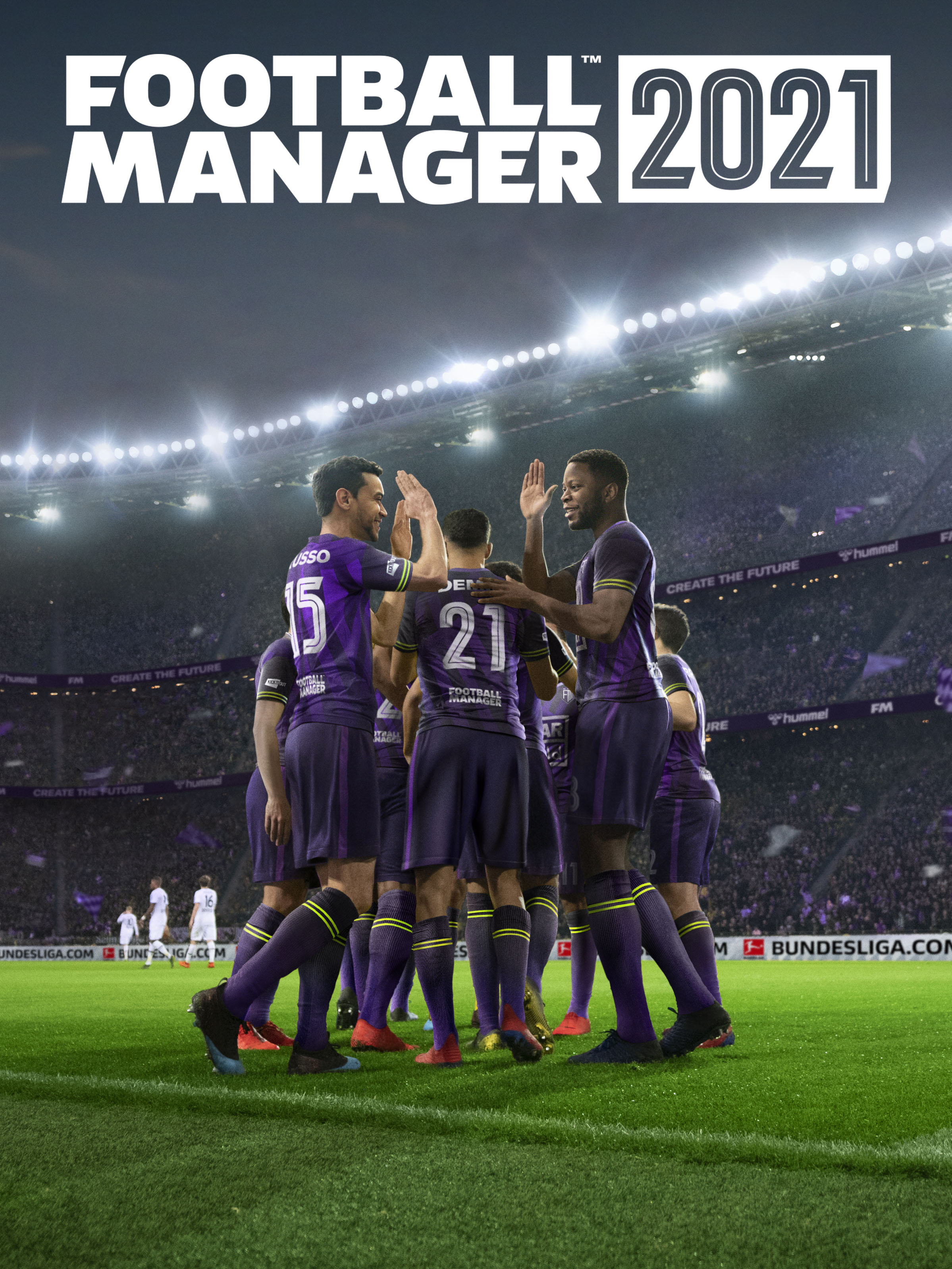

Football Manager es una serie de videojuegos publicada y desarrollada por Addictive Games, el sello creado por el creador del juego Kevin Toms. El primer juego fue lanzado en 1982. Luego fue portado a la mayoría de las computadoras personales durante la década de 1980 y generó varias secuelas: Football Manager 2 (1988) y Football Manager World Cup Edition (1990), ambos diseñados por Kevin Toms, y finalmente Football Manager 3 (1992), sin la participación de Toms. Football Manager 3 se vendió mal y, como resultado, la serie llegó a su fin. Se afirmó que la serie vendió más de un millón de copias en 1992. El juego iba a iniciar un género completamente nuevo de juegos de computadora, la simulación de gestión de fútbol.

## Football Manager

### Desarrollo y lanzamiento
Toms desarrolló el primer juego en un Video Genie, un clon del Tandy TRS-80. Este era un juego de solo texto. Se convirtió a Sinclair ZX80/ZX81 y Toms creó la etiqueta de software Addictive Games para lanzar el juego en 1982. Luego se transfirió a ZX Spectrum con gráficos animados añadidos que muestran los aspectos más destacados de los partidos.
El juego fue un gran éxito y fue portado a una amplia gama de sistemas entre 1984 y 1987. Mientras que las versiones de Amiga, Amstrad CPC, Atari ST, BBC Micro, Commodore 64, MSX y PC, mantuvieron o mejoraron todas las características como el partido Los gráficos destacados, todos los demás (incluidos Acorn Electron, Atari 8 bit, Commodore 16 y Plus/4 eran, como el original, solo texto.

### Jugabilidad
El juego fue escrito completamente en BASIC y, aparte de los aspectos más destacados de los partidos en algunas versiones, solo usó pantallas de texto y entrada de teclado. El jugador elige un equipo y luego debe intentar ganar el ascenso de la cuarta a la primera división (aunque el jugador puede seguir jugando tantas temporadas como desee). El jugador también compite en la FA Cup. Si bien los nombres del equipo y del jugador son reales, no están representados con precisión, por lo que, independientemente del equipo que se seleccione, el jugador siempre comienza en la cuarta división y su equipo se completa aleatoriamente con jugadores. Cada jugador tiene una calificación de habilidad y una calificación de energía. Los jugadores deben descansar para renovar su calificación energética o se lesionarán. Las calificaciones de habilidad y energía de los jugadores también cambian al final de la temporada. El equipo tiene calificaciones de defensa, medio campo y ataque (las habilidades totales de todos los defensores, mediocampistas o atacantes seleccionados), energía (un promedio de todos los jugadores seleccionados) y moral (que aumenta cuando el equipo gana y disminuye cuando pierde). El jugador puede seleccionar su equipo para equilibrar las habilidades en función de las calificaciones del equipo contrario (por ejemplo, para aumentar la calificación de defensa si la oposición tiene una alta calificación de ataque).
A medida que se juega el partido, la pantalla se actualiza si se marca un gol. Para las versiones con gráficos animados destacados, los intentos de gol se muestran en 3D isométrico en cualquier extremo del campo con un marcador que muestra la puntuación actual. El jugador no puede afectar el juego mientras está en progreso.
El jugador también debe equilibrar las finanzas. Se calculan los ingresos y gastos semanales y se pueden obtener préstamos bancarios. También hay un sistema básico de transferencia de jugadores. Los jugadores aleatorios están disponibles para comprar por los que el jugador puede pujar. Si el equipo alcanza el máximo de 16, no habrá jugadores disponibles para comprar. El jugador también puede poner a la venta sus propios jugadores y luego aceptar o rechazar ofertas.
El progreso del juego se puede guardar en cualquier momento. Se incluyó una utilidad de personalización con el juego para que los jugadores pudieran cambiar el nombre de los equipos y jugadores.

### Recepción
Football Manager fue un éxito comercial, vendiendo 500.000 copias en sus primeros seis años disponibles.
El juego fue bien recibido por la prensa de juegos, aunque el usuario de Sinclair comentó sobre la falta de realismo de los equipos y las calificaciones de los jugadores individuales. La emoción de ver el juego en progreso a menudo se consideraba lo más destacado del juego. Electron User afirmó que el juego era "uno de los mejores juegos de estrategia disponibles para computadoras domésticas" y el crítico Dave Carlos afirmó "Dudo que este juego sea mejorado".
El juego fue nominado en los premios Golden Joystick Awards de 1983 al mejor juego de estrategia, y finalmente quedó en segundo lugar después del juego de aventuras de Melbourne House The Hobbit. En 1985, Tony Hetherington de la revista Computer Gamer incluyó el juego en "The Spectrum Collection", "15 juegos clásicos que todos los propietarios de Spectrum deberían tener".
En 1991, al revisar el lanzamiento del presupuesto de £ 2.99, Amiga Power otorgó una puntuación de solo el 19% ya que el juego había sido "superado por prácticamente todos los demás juegos del género", pero todavía era "enormemente adictivo" y se lo conocía como un "clásico" y "una de las leyendas de los juegos de ordenador". La versión de ZX Spectrum fue votada como el mejor juego número 26 de todos los tiempos en un número especial de la revista Your Sinclair en 2004.

## Football manager 2

### Desarrollo y lanzamiento
Tras la venta de Addictive Games a Prism Leisure Corporation en 1987, Kevin Toms se concentró en crear un segundo juego de Football Manager. A diferencia del juego original de BASIC only, la secuela requería un código de máquina, lo que significaba trabajar con varios desarrolladores para varios sistemas. Para la versión ZX Spectrum, este fue Bedrock Software. A diferencia del primer juego que se lanzó de manera escalonada durante un período de 5 años, Football Manager 2 se lanzó en todos los formatos al mismo tiempo en junio de 1988, aunque estaba disponible en una gama mucho más pequeña de sistemas: Commodore 64, ZX Spectrum, Amstrad CPC, Amiga, Atari ST y PC.
A diferencia del primer juego, no había una utilidad de personalización con el lanzamiento original, pero en 1989 se lanzó el kit de expansión Football Manager 2, tanto como versión independiente como incluido en Football Manager 2. Además de poder cambiar el nombre de equipos y jugadores , esto ofrecía la oportunidad de comenzar en la primera división o jugar en otras ligas como la 'Euro Super League' o como equipo nacional en un 'Campeonato del Mundo'.

### Jugabilidad
La jugabilidad es muy similar a la del primer juego, con pantallas en su mayoría basadas en texto (aunque son más coloridas que el original y generalmente contienen al menos elementos gráficos básicos). La entrada se realiza principalmente moviendo un cursor (usando el joystick o el mouse según el sistema), en lugar de ingresar números. El juego vuelve a iniciar el jugador, sea cual sea el equipo elegido, en la cuarta división con una asignación aleatoria de jugadores y el jugador debe intentar ganar la promoción a la primera división, pero ahora, además de la Copa FA, el jugador también puede competir en la Liga. Copa por lo que eventualmente intentará ganar los agudos.
Las características adicionales incluyen el patrocinio del equipo, una pantalla de entrenamiento que permite la elección de tácticas de pases cortos o largos y la capacidad de colocar a sus jugadores en posiciones en el campo. Esto se hace moviendo cuadros que representan a sus jugadores en una pantalla gráfica mientras se comparan las habilidades de los jugadores oponentes individuales (aunque, como en el primer juego, los jugadores oponentes no se nombran). Esto significa que los huelguistas rivales pueden ser marcados por hombres. Otra diferencia principal con respecto al primer juego son los aspectos destacados gráficos, ahora en todas las versiones, que ahora presentan la longitud total del campo en tres pantallas en lugar de solo los intentos de gol. Además, en el medio tiempo, se pueden realizar sustituciones y cambios de formación.

### Recepción
La recepción de la crítica fue en general positiva, aunque hubo críticas mixtas. En una revisión muy positiva, basada principalmente en la versión ST, Julian Rignall en C&VG dijo que el juego era "simplemente el sueño de un fanático del fútbol hecho realidad. Es un juego bellamente estructurado y presentado y es fascinante, desafiante y muy, muy adictivo", otorgando un puntuación de 9/10. El usuario de Sinclair quedó igualmente impresionado, dando una puntuación del 94% y concluyó que es "una mejora en un juego legendario. Todavía se ve cutre pero juega de manera brillante". En contraste, Tony Dillon en una revisión para Commodore User le dio al juego solo 2/10, etiquetando el juego como "una gran decepción" con "poca o ninguna mejora con respecto al original". Además, dijo que el control del mouse en la versión de Amiga era "espantosamente malo" (una crítica también en la revisión positiva de C&VG).

## Football Manager World Cup Edition

### Desarrollo y lanzamiento
Football Manager World Cup Edition fue nuevamente diseñado por Kevin Toms con varios programadores para diferentes sistemas (incluido Bedrock Software para todas las versiones de 8 bits). Una figura principal en la gestión del juego se perdió y no fue reemplazada y con la fecha límite de la Copa del Mundo que dictaba la fecha de lanzamiento, Toms sintió que el juego era apresurado e inacabado. Esta fue la última participación de Toms con la serie o con Addictive Games.
El juego fue lanzado en el verano de 1990, para empatar con Italia 90, en todas las plataformas que Football Manager 2 había sido tan bien como MSX. El juego se lanzó en una 'gran caja' con un gráfico mural de la Copa del Mundo y competiciones, incluida la oportunidad de aparecer en la portada del próximo Football Manager 3 junto con Kevin Toms (aunque esto nunca fue honrado ya que Toms no participó en ese juego).

### Jugabilidad
El juego cambió radicalmente con respecto a los dos juegos anteriores. El jugador elige un equipo nacional y debe clasificar y luego competir en la Copa del Mundo (aunque elegir campeones Argentina o la anfitriona Italia se salta la clasificación). Los nombres de los jugadores se pueden ingresar al comienzo del juego asegurándose de que sean correctos.
Aunque no hay ningún elemento financiero ni transferencias, los elementos básicos de gestión del equipo de los juegos anteriores aún se mantienen. Hay más detalles en la configuración del equipo, como por ejemplo, a cada jugador se le asignan tácticas. Los aspectos más destacados se muestran nuevamente en 3 pantallas (aunque se reproducen de arriba abajo en lugar de izquierda a derecha), pero también existe la opción de mirar desde una vista aérea de todo el campo.
La principal adición al juego es la posibilidad de hablar con tus jugadores en el vestuario y con la prensa. Se muestra una pantalla gráfica y el jugador puede elegir de una lista fija de frases para responder a las preguntas de los periodistas antes de un partido y motivar al equipo en el vestuario en el descanso. Esto afecta la moral del equipo, lo que a su vez afecta su desempeño.

### Recpción
El juego no fue ampliamente revisado, pero Your Sinclair dio una revisión ampliamente positiva, especialmente elogiando la charla del nuevo equipo y las preguntas de los periodistas, pero cuestionando si podría ganar nuevos fanáticos. Dio un puntaje de 82% y concluyó que "es elegante, está bien programado y tiene más profundidad que Marianas Trench [sic], pero si no te gustan los juegos de gestión probablemente termines usando las imágenes de Kevin Toms para lanzar dardos en." La revista española MicroHobby le dio al juego una puntuación del 60%. La versión Spectrum del juego llegó al número 2 en las listas de ventas del Reino Unido, detrás de Italia 1990.

## Footballer Manager 3
Football Manager 3, aunque ya estaba planeado cuando Kevin Toms todavía trabajaba con Prism Leisure en World Cup Edition, se creó sin la participación del creador de la serie. Toms citó "diferencias artísticas" para la ruptura de la relación entre él y Prism. En cambio, el juego fue desarrollado por Brian Rogers de Bedrock Software, quien en realidad había estado involucrado en la programación de la serie desde Football Manager 2.
El lanzamiento del juego se retrasó. Si bien se incluyó una demostración jugable de la versión de ZX Spectrum en la cinta de la portada de la edición de septiembre de 1991 de Your Sinclair, con una fecha de lanzamiento prevista 'un par de meses después, el juego finalmente se lanzó a fines de 1992. Además, Aunque se planearon y anunciaron versiones para todas las plataformas en las que Football Manager 2 se había lanzado, las versiones ST y Amiga nunca se lanzaron. Las capturas de pantalla de los anuncios no pertenecen a ninguna versión que se haya publicado sugiriendo que se ha desarrollado una versión ST o Amiga.
Como los sistemas de 8 bits estaban perdiendo popularidad en 1992 y había competidores más complejos disponibles para PC (y los otros sistemas de 16 bits para los que nunca se lanzó el juego) como Championship Manager y Premier Manager, el juego se vendió mal.

### Jugabilidad
El juego está completamente rediseñado y se parece poco a las entregas anteriores. El juego se centra en una pantalla gráfica de la oficina del gerente con diferentes partes del juego a las que se accede haciendo clic en varios elementos (por ejemplo, la pantalla de la computadora para los resultados y los partidos, la imagen del equipo para el entrenamiento, etc.). El juego presenta un sistema completo de liga de 92 equipos (incluido el Charity Shield por primera vez) y los equipos comienzan la primera temporada en las divisiones correctas (la temporada 91/92 para la mayoría de las versiones, la temporada 92/93 incluida la recién formada Premier League en la versión C64) pero el equipo del jugador, como en juegos anteriores, siempre comenzará en la última división. Los jugadores, sin embargo, no se parecen a los futbolistas reales y tienen nombres aleatorios (siempre se muestran con las iniciales del segundo nombre). El juego siempre comienza con un equipo de jugadores envejecidos con bajas calificaciones de habilidad.
Hay muchos más detalles para los atributos de los jugadores individuales con tres valores de resistencia y cinco de habilidad que pueden modificarse mediante el entrenamiento. Cada jugador también tiene una cara que se muestra al elegir el equipo. Los contratos de los jugadores deben ser negociados y los jugadores sin contrato dejarán el club. El mercado de fichajes ha mejorado mucho, ya que cada equipo de la liga ha nombrado jugadores por primera vez con historiales que se pueden estudiar al decidir comprar un nuevo jugador. Los partidos se muestran de lado con todo el campo en la pantalla. También están destinados a representar todo el juego en lugar de aspectos destacados editados. Los comentarios de texto se muestran en la parte inferior de la pantalla mientras se juega el partido. A diferencia de los dos juegos anteriores, no hay posibilidad de cambiar de táctica o sustituir en el medio tiempo. Los elementos de charla de equipo y reportero también se eliminan en esta versión.
El juego no fue tan bien recibido como versiones anteriores. Philip Lindey en Sinclair User sugirió que era "difícil entusiasmarse con Football Manager 3" y que estaba demasiado caro, dando una puntuación general del 73%. Stuart Campbell en Your Sinclair pensó que el juego "no estaba a la altura de Football Manager 2, para ser honesto, con una presentación y gráficos muy inferiores, y un montón de tiempo mientras la computadora piensa y no parece funcionar correctamente ", dando una puntuación del 70%. Amstrad Action otorgó al juego solo el 38%, nuevamente alegando que no estuvo a la altura de Football Manager 2.

## Legado
En 2001 Paul Robson desarrolló un remake preciso del juego original mediante ingeniería inversa en C. Este remake ha sido portado a GP2X y Google Android por Jonn Blanchard.
El nombre Football Manager fue revivido en 2005 por Sports Interactive como una continuación de su serie Championship Manager después de que perdieron los derechos de nombre luego de una separación con sus editores Eidos Interactive.